# Sheila Sherwood
Sheila Hilary Sherwood, z domu Parkin (ur. 22 października 1945 w  Sheffield) – brytyjska lekkoatletka, specjalistka skoku w dal, wicemistrzyni olimpijska z 1968.
W wieku 17 lat zajęła 12. miejsce w skoku w dal na mistrzostwach Europy w 1962 w Belgradzie. Na igrzyskach olimpijskich w 1964 w Tokio zajęła 13. miejsce w tej konkurencji. Zdobyła srebrny medal na igrzyskach Imperium Brytyjskiego i Wspólnoty Brytyjskiej w 1966 w Kingston. Była 7. w skoku w dal na mistrzostwach Europy w 1966 w Budapeszcie. Zwyciężyła na uniwersjadzie w 1967 w Tokio.
Zdobyła srebrny medal w skoku w dal na igrzyskach olimpijskich w 1968 w Meksyku, za Rumunką Vioricą Viscopoleanu a przed Tatjaną Tałyszewą z ZSRR. Ustanowiła wówczas rekord życiowy – 6,68 m (poprawiony w 1970). Na mistrzostwach Europy w 1969 w Atenach zajęła 10. miejsce.
Zwyciężyła na igrzyskach Brytyjskiej Wspólnoty Narodów w 1970 w Edynburgu, ustanawiając rekord życiowy wynikiem 6,73 m. Zajęła 4. miejsce na mistrzostwach Europy w 1971 w Helsinkach. Na igrzyskach olimpijskich w 1972 w Monachium była w finale dziewiąta.
Sherwood była mistrzynią Wielkiej Brytanii (AAA) w skoku w dal w 1968, 1969, 1971 i 1972, wicemistrzynią w 1963 oraz brązową medalistką w 1962, 1964 i 1970, a także halową mistrzynią w skoku w dal w 1962, 1963 i 1965 oraz wicemistrzynią w 1964 i 1966.
Rekordy życiowe Sherwood:
| Konkurencja | Data i miejsce | Wynik  |
| ----------- | -------------- | ------ |
| skok w dal  | 1970, Edynburg | 6,73 m |

Od 1967 jest żoną brytyjskiego płotkarza Johna Sherwooda, który również zdobył medal na letnich igrzyskach olimpijskich w Meksyku.